# Villacsont

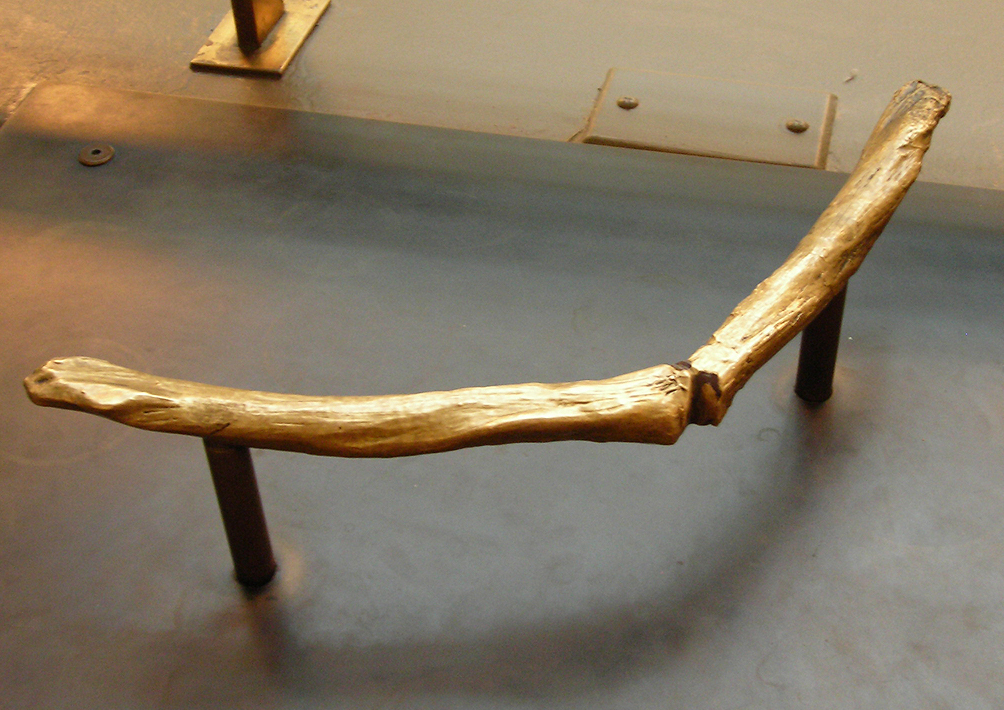
Tyrannosaurus furcula bronzból kiöntött mása.

A villacsont vagy latin nevén furcula („kis villa”) villaszerű csont, amelyet a madarakban találunk. Közös tulajdonságuk őseikkel, a Theropoda dinoszauruszokkal. A két kulcscsont (clavicula) összeforrásából alakult ki. Funkciója a madarak esetében a melli csontozat erősítése a repülés érdekében. 
Hagyomány, hogy ha ketten megfogják a villacsontot egy-egy végén és eltörik, az, akinél a nagyobbik csontdarab van, kívánhat valamit, és az teljesül. Erre a nemzetközileg ismert hiedelemre utal például a villacsont angol neve is: wishbone, azaz „kívánócsont”. Magyarul is nevezik szerencsecsontnak.